# Огайопайл (Пенсільванія)
Огайопайл (англ. Ohiopyle) — місто (англ. borough) в США, в окрузі Файєтт штату Пенсільванія. Населення — 37 осіб (2020).

## Географія
Огайопайл розташований за координатами 39°52′1″ пн. ш. 79°29′40″ зх. д. / 39.86694° пн. ш. 79.49444° зх. д. (39.866919, -79.494491).  За даними Бюро перепису населення США в 2010 році місто мало площу 1,29 км², з яких 1,08 км² — суходіл та 0,21 км² — водойми.

### Клімат
| Клімат : Огайопайл    | Клімат : Огайопайл | Клімат : Огайопайл | Клімат : Огайопайл | Клімат : Огайопайл | Клімат : Огайопайл | Клімат : Огайопайл | Клімат : Огайопайл | Клімат : Огайопайл | Клімат : Огайопайл | Клімат : Огайопайл | Клімат : Огайопайл | Клімат : Огайопайл | Клімат : Огайопайл |
| Показник              | Січ.               | Лют.               | Бер.               | Квіт.              | Трав.              | Черв.              | Лип.               | Серп.              | Вер.               | Жовт.              | Лист.              | Груд.              | Рік                |
| Середній максимум, °C | 1,1                | 3,3                | 8,9                | 16,1               | 20,6               | 23,9               | 25,6               | 25,0               | 21,1               | 15,6               | 10,0               | 3,3                | 14,4               |
| Середній мінімум, °C  | −7,2               | −6,7               | −2,8               | 2,8                | 7,8                | 12,8               | 15,0               | 14,4               | 10,6               | 4,4                | 0,0                | −5                 | 3,9                |
| Норма опадів, мм      | 112                | 97                 | 117                | 124                | 137                | 127                | 140                | 109                | 112                | 94                 | 109                | 107                | 1379               |
| --------------------- | ------------------ | ------------------ | ------------------ | ------------------ | ------------------ | ------------------ | ------------------ | ------------------ | ------------------ | ------------------ | ------------------ | ------------------ | ------------------ |
| Джерело: Weatherbase  |                    |                    |                    |                    |                    |                    |                    |                    |                    |                    |                    |                    |                    |

## Демографія
Згідно з переписом 2010 року, у селищі мешкало 59 осіб у 27 домогосподарствах у складі 16 родин. Густота населення становила 46 осіб/км².  Було 38 помешкань (29/км²).
Расовий склад населення:
| - 100,0 % — білих |

До двох чи більше рас належало 0,0 %. Частка іспаномовних становила 0,0 % від усіх жителів.
За віковим діапазоном населення розподілялося таким чином: 10,2 % — особи молодші 18 років, 76,2 % — особи у віці 18—64 років, 13,6 % — особи у віці 65 років та старші. Медіана віку мешканця становила 47,5 року. На 100 осіб жіночої статі у селищі припадало 103,4 чоловіків;  на 100 жінок у віці від 18 років та старших — 103,8 чоловіків також старших 18 років.
Середній дохід на одне домашнє господарство  становив 43 218 доларів США (медіана — 50 893), а середній дохід на одну сім'ю — 46 233 долари (медіана — 50 893). За межею бідності перебувало 6,1 % осіб, у тому числі 0,0 % дітей у віці до 18 років та 40,0 % осіб у віці 65 років та старших.
Цивільне працевлаштоване населення становило 8 осіб. Основні галузі зайнятості: транспорт — 100,0 %.